# Senza famiglia, nullatenenti cercano affetto
Senza famiglia, nullatenenti cercano affetto è un film del 1972 scritto, diretto e interpretato da Vittorio Gassman. Questo è il primo e unico film diretto interamente da Gassman nella sua filmografia da regista.

## Trama
Agostino, un poveraccio sbandato, ha una fissazione: ritrovare la madre. Sarebbe facilmente preso in giro da persone senza scrupoli se su di lui non vegliasse Armando, anche lui spiantato ma meno sprovveduto. La conclusione è comunque triste per entrambi: Agostino finisce in un ospedale psichiatrico, Armando in prigione. Quando entrambi tornano in libertà, Armando riprende la sua vita errabonda, mentre Agostino tenta di integrarsi nella società che lo aveva sempre respinto.

## Colonna sonora
La colonna sonora fu scritta dal M° Fiorenzo Carpi e diretta dal M° Gianfranco Plenizio. Nella partitura convivono stilemi di musica colta e popolare, o più precisamente alcuni temi di carattere popolare sono orchestrati con stile colto e raffinato. Forti i richiami al tema del film Incompreso del 1966 di cui Carpi è autore delle musiche (Piccola fuga).

Vittorio Gassman è l'interprete della canzone che si ascolta nei titoli di coda.